# أوليفر شيس
أوليفر شيس (بالإنجليزية: Oliver Chace) هو خبير مالي أمريكي، ولد في 24 أغسطس 1769 في Swansea, Massachusetts ‏ في الولايات المتحدة، وتوفي في 21 مايو 1852 في تيفرتون في الولايات المتحدة.